# Блессид, Брайан
Брайан Блессид, OBE (англ.  Brian Blessed, /ˈblɛsɪd/; род. 9 октября 1936) — английский актёр кино, театра, радио и телевидения. Известен по ролям в шекспировских постановках, в том числе фильмах Кеннета Браны, а также по фильмам «Робин Гуд, принц воров», где он сыграл Лорда Локсли, отца главного героя, и «Флэш Гордон».

## Биография
Брайан Блессид родился 9 октября 1936 года в Мексборо, Йоркшир в семье работавшего на шахте Уильяма Блессида (1906—2005) и Хильды Уолл (1909—1997). Брайан появился на свет в госпитале Монтегю. Его прапрадед Джейбиз Блессид, отец 13 детей, работал фарфорщиком и стеклодувом в Бригге, Линкольншир, и многие его родственники по-прежнему живут там.
Блессид обучался в средней современной школе в Болтоне-на-Дурне и в бристольском филиале театральной школы Олд Вик.

## Личная жизнь

### Семья
В 20 лет Блессид женился на американской актрисе Энн Боманн, которая была старше его на 3 года. В браке у них родилась дочь Кэти. Он развёлся в 1978 году, дабы заключить свой второй брак с английской актрисой Хильдергард Нил.
Общение со старшей дочерью всегда было трудным, а в начале 90-х, во время совместного восхождения на гору Килиманджаро, Кэти объявила отцу о своём решении прервать все контакты с ним. С тех пор они не общаются. Блессид по-прежнему сильно переживает этот факт, но уважает решение дочери.
Профессионально занимается альпинизмом.

### Благотворительность
Блессид патронирует организацию PHASE Worldwide, цель которой — совершенствование образования, здравоохранения и повышение уровня жизни в отдалённых районах Непала.

## Книги
- The Turquoise Mountain: Brian Blessed on Everest (1991)
- Dynamite Kid (1992)
- Nothing’s Impossible (1994)
- To the Top of the World (1995)
- Quest for the Lost World (1999)
- Absolute Pandemonium (2015)